# Jean-Louis Lemoyne
Pour les articles homonymes, voir Lemoyne.
Jean-Louis Lemoyne, né à Paris en 1665 et mort dans cette même ville en 1755 est un sculpteur français.

## Biographie
Jean-Louis Lemoyne fut l'élève d'Antoine Coysevox.
Sur commande de Louis XIV, Lemoyne participa au tout début du XVIIIe siècle à la réalisation du décor stuqué et sculpté de la chapelle royale du château de Versailles. Il exécuta en même temps, en 1707, deux statues de saint Simon et saint Thaddée pour la balustrade ce même édifice.
Il est le frère de Jean-Baptiste I Lemoyne et le père de Jean-Baptiste II Lemoyne.

## Œuvres

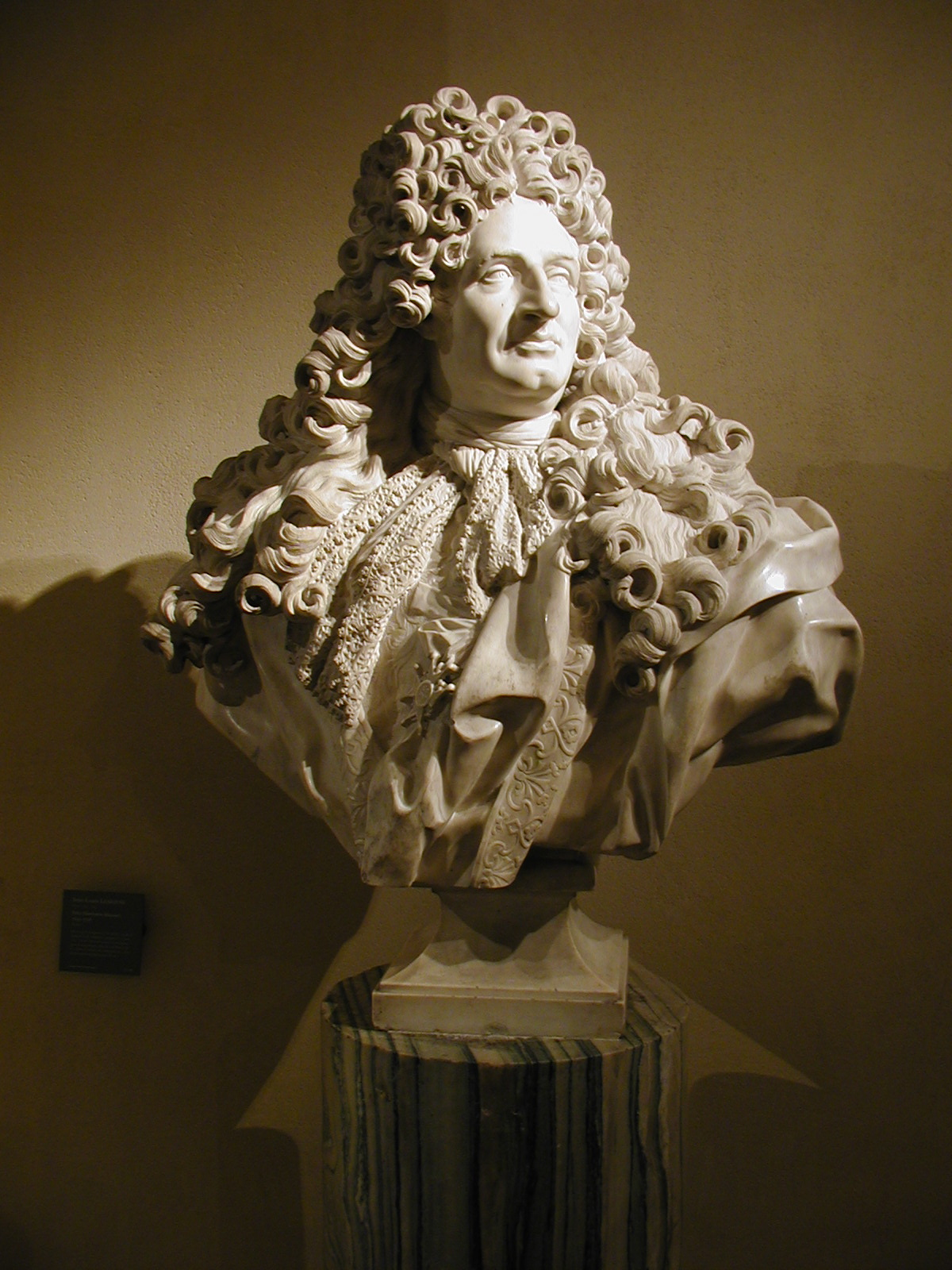
Jules Hardouin-Mansart (1703), marbre, Paris, musée du Louvre.

- Portrait de Pierre Duplessy-Michel, architecte ordinaire de Louis XIV (1694)[1].
- Portrait de l'architecte Jules Hardouin-Mansart (1645 - 1755) (1703), buste, marbre, Paris, musée du Louvre
- Saint Simon (1707), statue, pierre, Versailles, châteaux de Versailles et de Trianon, balustrade de la chapelle royale
- Saint Thaddée ou Jude (1707), statue, pierre, Versailles, château de Versailles, balustrade de la chapelle royale
- Portrait de Philippe de France, duc d'Orléans, régent du royaume (1674 - 1723) (1715), buste, marbre, Versailles, châteaux de Versailles et de Trianon
- Portrait de Philippe de France, duc d'Orléans, régent du royaume (1674 - 1723)  (1720), buste, bronze, Édimbourg, National Gallery of Scotland
- Portrait de Pierre Michel, seigneur Duplessy (1694), buste, marbre, Bordeaux, musée des Beaux-Arts
- La Crainte des traits de l'Amour  (1739 - 1740), statue, marbre, New-York City, Metropolitan Museum of Art
- Un compagnon de Diane  (1724), statue, marbre, Washington D.C., National Gallery of Art
- Urne de jardin  (1727 - 1728), marbre, New-York City, The Frick Collection